# Крекінг-установка у Лавері
Крекінг-установка у Лавері — виробництво нафтохімічної промисловості на південному сході Франції.
З 1930-х років на південному березі природного каналу Етан-де-Карон (з'єднує з Середземним морем лагуну Етан-де-Берр) діяв нафтопереробний завод компанії BP (з 2005 року належить американській INEOS). У 1950-х його доповнили нафтохімічним виробництвом, яке в 1960-му могло продукувати 48 тисяч тонн етилену та 52 тисячі тонн пропілену. 
Станом на 2018-й лаверський майданчик мав потужність у 800 тисяч тонн етилену, 555 тисяч тонн пропілену та 140 тисяч тонн бутадієну. Як сировину тутешнє піролізне виробництво споживало у рівних пропорціях газовий бензин (naphtha) та бутан, що вирізняло його серед інших французьких установок парового крекінгу, котрі віддають перевагу першому із названих компонентів.
Станом на початок 2020-х контроль над піролізною установкою здійснювала компанія Naphtachemical, власниками якої на паритетних засадах були INEOS та нафтогазовий гігант TotalEnergies. В 2024-му оголосили, що INEOS викупила в партнера його частку та стала єдиним власником установки, потужність якої тепер оцінювалась у 720 тисяч тонн етилену на рік.
Етилен з Лавери споживали або могли споживати:
— завод мономеру вінілхлориду в Лавері, потужність якого станом на 2018-й становила 525 тисяч тонн;
— завод мономеру вінілхлориду в Фос-сюр-Мер, що станом на 2018-й міг виробляти 415 тисяч тонн. З цим розташованим за півтора десятка кілометрів на північний захід майданчиком Лаверу зв'язує етиленопровід загальною довжиною 42 км;
— споживачі, доступ до яких забезпечив запущений в 1968-му етиленопровід Лавера — Сент-Обан (первісно по цьому маршруту етилен постачався на завод мономеру вінілхлориду в Сент-Обані, який станом на 2002-й міг випускати 125 тисяч тонн, проте за кілька років був закритий в межах оптимізації виробництва з одночасним нарощуванням потужності на зазначених вище приморських майданчиках);
— виробництво поліетилену, що стартувало в Лавері у 1985-му та в підсумку збільшило потужність зі 100 до 230 тисяч тонн;
— завод оксиду етилену (оксирану), який наразі контролюється дочірньою структурою INEOS Oxide. Станом на 2000 рік можливість цього напрямку складала 200 тисяч тонн на рік, а після придбання на початку 2019-го групою INEOS розташованого у Лавері етоксиляційного виробництва компанії Wilmar планувалось довести випуск оксиду етилену до 270 тисяч тонн. Також можливо відзначити, що незначна кількість оксирану споживається при виробництві етиленгліколю (15 тисяч тонн).
Пропілен спрямовується на:
— лінію полімеризації потужністю 300 тисяч тонн поліпропілену на рік, яка була запущена у 1987 році. Станом на початок 2020-х контроль над нею здійснювала компанія Appryl, власниками якої на паритетних засадах були INEOS та все той же концерн TotalEnergies. Як і у випадку з піролізною установкою, в 2024-му оголосили, що INEOS викупила в партнера його частку та стала єдиним власником установки;
— продукування 320 тисяч тонн н-бутанолу, ізобутанолу та 2-етилгексанолу (виробництво спиртів почалось у Лавері ще в 1950-х). Цей напрямок також контролюється дочірньою структурою INEOS Oxide.
Окрім бутадієну, з фракції С4 вилучаються бутени, що, зокрема, використовуються для продукування поліізобутилену (80 тисяч тонн на рік) та полібутену.